# 徐經
徐經（1473年—1507年），字衡父，又字直夫，明朝人，是江陰巨富，進京參加會試帶了6名戲子，與唐寅友好。

## 生平
弘治八年（1495年）中舉人，弘治十二年（1499年）天縱英才的唐寅考前狂言預測試題，徐經按照唐寅的猜題去念書幾乎全部考出而順利及第，得意忘形的徐經逢人便說唐寅猜題如神，超高調的愚蠢舉動惹來其他落第士子惻目而鬧到中央，言官华昶想向明孝宗邀功而誣陷兩人賄賂主考官礼部侍郎程敏政的家僮以取得考題，與唐寅一起涉案押入大理寺狱。
後來李东阳复阅后發現程敏政称赞的卷子其实不是唐寅和徐经的，徐唐二人並無賄賂程敏政索要考題，但在更早之前確實有透過門路求見程敏政提拔。
最後明孝宗判處徐经、唐寅有“夤缘求进之罪”，除去二人功名只給二人縣衙小吏的職務，徐唐二人皆不屑而辭職回家；程敏政遭罷官，蒙受不白之冤憂憤而亡；华昶則因亂報一通遭降職踢出北京，改任南京太仆寺主簿。
返家後的徐經因科場失意導致身體變差。直到明孝宗死後，徐經一心期盼新任皇帝可以大赦天下讓他重返官場，便一邊旅遊一邊北上京師等待赦令發布之時，但虛弱多病的身子不堪舟車勞頓，最後客死北京，得年三十五歲。

## 家庭
中國著名的旅行家徐霞客是他的曾孫。